# Імпфлінген
Імпфлінген (нім. Impflingen) — громада в Німеччині, розташована в землі Рейнланд-Пфальц. Входить до складу району Південний Вайнштрассе. Складова частина об'єднання громад Ландау-Ланд.
Площа — 5,18 км2. Населення становить 902 ос. (станом на 31 грудня 2020).